# Gary Wolf
Gary K. Wolf (Earlville, 24 gennaio 1941) è un fumettista e scrittore statunitense, creatore del mondo di Roger Rabbit.

## Biografia
Laureato all'Università dell'Illinois in pubblicità; scrisse il romanzo giallo Who Censored Roger Rabbit? pubblicato nel 1981, in cui i cartoni animati convivono con gli esseri umani.
Dal libro fu tratto il film Chi ha incastrato Roger Rabbit (1988), diretto da Robert Zemeckis, per cui Wolf vinse il premio Hugo per la miglior rappresentazione drammatica nel 1989.